# 1941 Вільд
1941 Вільд (1941 Wild) — астероїд головного поясу, відкритий 6 жовтня 1931 року. Належить до групи Гільди.
Названо на честь швейцарського астронома Поля Вільда (нім. Paul Wild, нар. 1921).